# Génois
Pour les articles homonymes, voir Génois (homonymie).

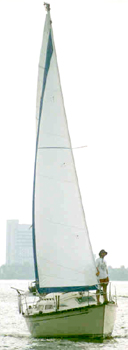
Un génois à enrouleur

Sur un voilier, le génois est une des voiles qui peuvent être installées à l'avant du mât : il est alors le pendant de la grand-voile sur un sloop à gréement bermudien (le type de voilier le plus répandu aujourd'hui). 
L'origine du nom date des voiliers de régate moderne grées en sloop Marconi. À l'origine, il s'agissait d'un foc de grande surface en toile légère, utilisé dans le petit temps, courant en rade de Gênes, haut lieu de la régate en Méditerranée. 

## Description et utilisation
Le génois est une voile à grand recouvrement, c’est-à-dire que, contrairement au foc, son arrière se superpose en partie avec la grand-voile : alors que la longueur de la bordure (base) du foc est inférieure ou égale à la distance entre l'étai et le mât, la bordure du génois peut aller jusqu'à 1,5 fois cette longueur (génois avec un recouvrement de 150 %). Sur les voiliers des années 1970, les génois étaient à très fort recouvrement (parfois supérieur à 150%) ; c'était une voile puissante dont la surface était très nettement supérieure à la grand-voile. À partir des années 1980, la surface des génois a diminué, s’approchant de celle des grand-voiles. Ce type d'évolution est dû, pour beaucoup, au calcul des handicaps qui permettent de faire courir des bateaux différents dans le même classement. La tendance s'est poursuivie dans les années 2000 avec la conception de bateaux dont la grand-voile est plus grande que le génois.
Sur un gréement en tête (étai fixé au sommet du mât), le génois est hissé jusqu'à la tête du mât. Sur un gréement fractionné (propre généralement aux voiliers conçus pour la régate), le génois est hissé jusqu'au point de fixation de l'étai sur le mât (3/4 ou 7/8 de la hauteur).
Le génois est adapté aux vents faibles à moyens et aux allures de près à travers. Lorsque le vent forcit, il faut le remplacer par un foc puis un tourmentin. Aux allures portantes, on enverra à la place du génois, selon l'allure et l'équipement du bateau,  un gennaker, spinnaker asymétrique ou radial. Toutefois, avec l'arrivée des enrouleurs sur les voiliers, le génois, dont la surface peut alors être réduite, se substitue également aux voiles utilisées pour le vent frais et éventuellement fort (foc et tourmentin), mais un génois enroulé partiellement sur son étai n'a plus son profil optimal et les déformations induites par l'enroulement sont une cause de vieillissement accéléré. Il est déconseillé d'utiliser un génois enroulé pour de longues traversées.

## Anatomie d'une voile d'avant

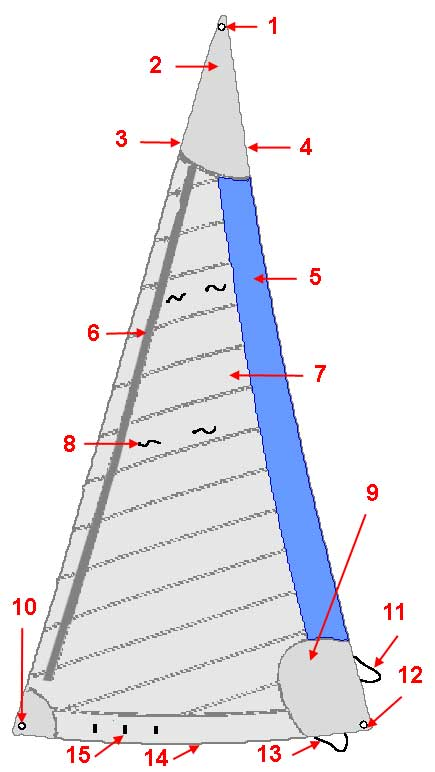
Schéma d'un génois à enrouleur

Les termes utilisés pour désigner les différentes parties d'un génois sont communs aux voiles d'avant et en grande partie identiques à ceux employés sur toutes les voiles triangulaires des gréements modernes (grand-voile, ...).
Les trois angles de la voile sont :
- Le point de drisse (1) désigne l'angle situé au sommet de la voile une fois celle-ci hissée : c'est l'endroit où la drisse est frappée (attachée).
- Le  point d'amure (10) désigne l'angle attaché au point fixe du bateau : lorsque la voile est en position le point d'amure est sur l'avant du bateau.
- Le point d'écoute (12) désigne l'angle de la voile auquel est attaché l'écoute de génois.

Chacune des extrémités de la voile reçoit un renfort (2), (9) constitué de plusieurs épaisseurs de tissus cousues ensemble, parfois renforcées par une structure rigide. Un œillet situé à chacun des angles permet de fixer la voile au gréement et aux manœuvres courantes. 
Les trois côtés d'un génois sont :
- La bordure (14) est le côté de la voile parallèle au pont : c'est le bas de la voile lorsque celle-ci est hissée : sa tension est réglée par un nerf de bordure (13).
- Le guindant (3) est le côté de la voile solidaire de l'étai
- La chute (4) est le côté de la voile situé vers l'arrière, toujours libre : sa tension est réglée par un nerf de chute (11)

Une voile est  composée de laizes (7), bandes de tissus cousues, découpées de manière à répartir l'effort en faisant éventuellement varier le grammage et positionner le creux de la voile (une voile n'est pas plate sauf s'il s'agit d'une voile de tempête comme un tourmentin).
Le guindant du génois est rendu solidaire de l'étai soit grâce à des mousquetons fixés à la voile et accrochés à l'étai, soit par une ralingue (c’est-à-dire un cordage cousu le long de la voile) glissée dans le tube de l'enrouleur - si le génois est monté sur un enrouleur - ou dans un étai creux.
Des penons (8) fixés sur l'intrados et l'extrados de la voile fournissent des indications sur l'écoulement de l'air le long de la voile et permettent d'affiner les réglages.
Si le génois est monté sur un enrouleur, un système de rattrapage de creux (6) sert à conserver une forme correcte lorsque la voile est partiellement enroulée. Pour protéger le génois - qui reste durant toute la saison sur l'enrouleur - de l'action destructrice des UV, une bande anti-UV (5) est cousue sur la partie de la voile qui reste exposée après enroulement. Des repères d'enroulement (15) situés près de la bordure permettent d'adapter de manière précise la surface de la voile à la force du vent.

## Génois belge
Le génois belge est une protection et n'est pas une voile propulsive. Il est constitué d'un filet de sangles et mousquetons, qui prennent la place du foc, pour éviter que le spi ne s'enroule autour de l'étai en naviguant. Il est utilisé aussi bien en compétition qu’er plaisance.